# Mistyka Merkawy

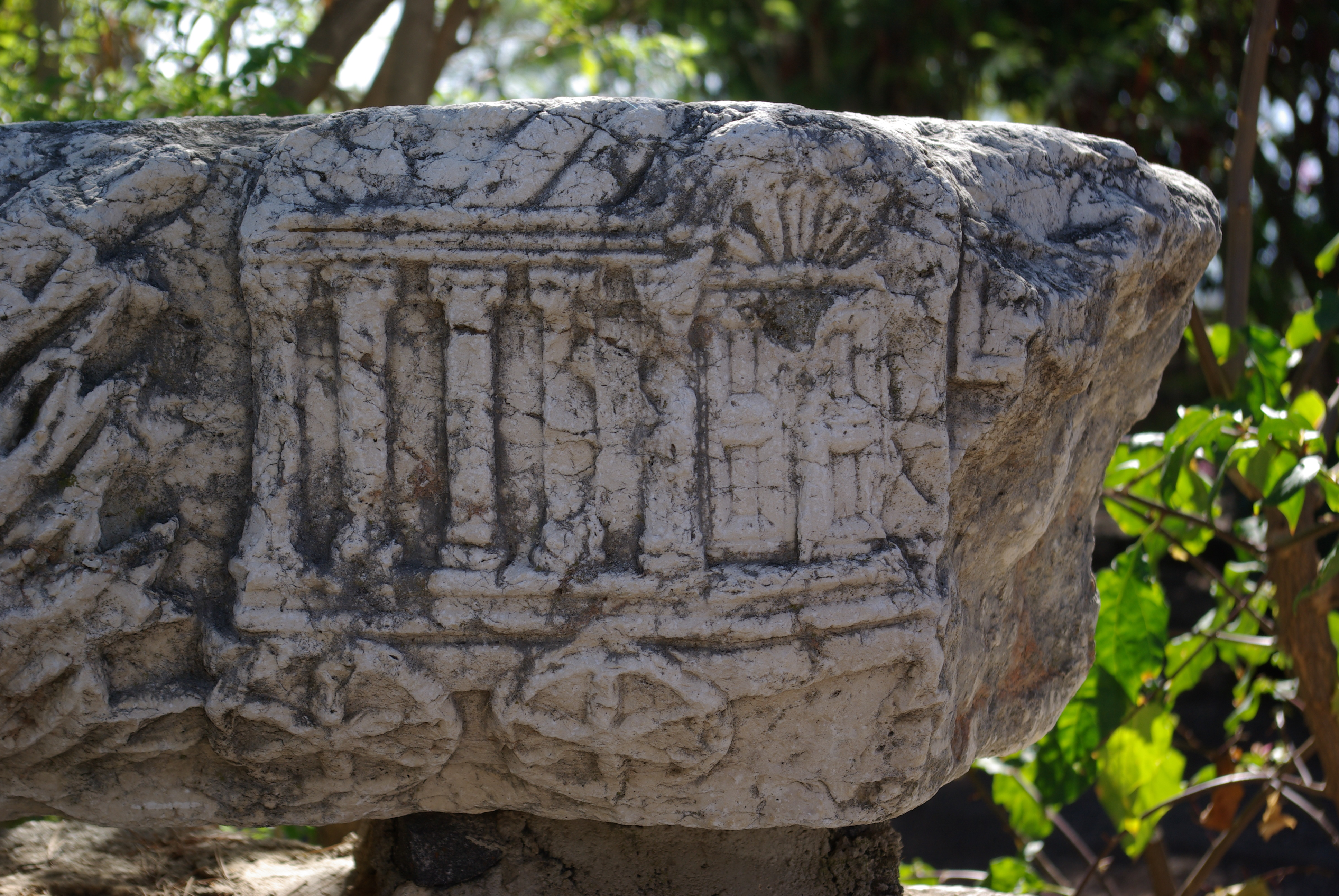
Kamień w Kafarnaum z płaskorzeźbą Arki Przymierza na merkabie (rydwanie).

Mistyka Merkawy albo Ma'ase Merkawah (hebr. מרכבה, Tron, rydwan, pol. Mistyka Tronu) – nazwa nadana pierwszemu rozdziałowi biblijnej Księgi Ezechiela w Misznie Hagigah 2,1. W myśli rabinistycznej Mistyka merkaby oznacza nurt nauczania, homilii i wizji na temat Bożego świata uobecnianego w Tronie Chwały (Arka Przymierza) i rydwanie Bożym, który ją nosi. Jest ona znana również pod nazwą mistyka hechalot (hejchalot) (hebr. היכלות pałace) – mistyka pałaców.
Sam termin merkaba nie pojawia się u Ezechiela, został zaczerpnięty z biblijnej 1 Księgi Kronik 28,18, mówiącej o przygotowaniach do budowy Świątyni, które król Dawid poczynił dla swego syna Salomona:

Złota dał Dawid (...) na wszystkie naczynia złote, na ołtarz kadzenia ze złota oczyszczonego, według wagi, i wzór wozu z cherubami złotymi, rozciągającymi skrzydła i pokrywającymi Arkę Przymierza Pańskiego. O tym wszystkim – rzekł Dawid – o pracach według planu budowy pouczony zostałem na piśmie przez Pana (1 Krn 28,18-19).

Księga Mądrości Syracha mówi o wizji Ezechiela: Ezechiel oglądał widzenie chwały, jakie okazał mu [Pan] na rydwanie cherubów. O merkabie, rydwanie Bożym księga ta mówi wcześniej w odniesieniu do proroka Eliasza: Ty, który zostałeś wzięty w skłębionym płomieniu, na wozie, o koniach ognistych (Syr 48,9).
Mistyka merkaby jest najwcześniejszą formą żydowskiej mistyki, rozwijająca się od ok. I w. p.n.e. do IX-XI w. n.e., do czasu pojawienia się średniowiecznej kabały. Podstawowymi tekstami mistyki Merkawy są: Mniejsze Hechalot (Hechalot Zutarti), Większe Hechalot (Hechalot Rabbati), Merkawa Rabba, Wizje Ezechiela, hebrajska Księga Henocha oraz inne, drobniejsze. Wywodzi się z apokaliptyki żydowskiej; zawiera także wiele elementów gnostyckiego obrazowania, ale wzajemna zależność obu tradycji jest nie wyjaśniona do końca. Jedni, jak Gershom Scholem byli skłonni uważać ją za żydowską formę gnostycyzmu. Jego młodsi krytycy dystansują się natomiast od tego poglądu.
Nie znamy autorów tych tekstów mistycznych, najwcześniejsze nazwiska pojawiają się dopiero u schyłku okresu  np. Józef ben Abba (IX w.) Aaron ben Samuel (IX w.) Obydwaj działali w Babilonii, a drugi z nich przeniósł żydowską tradycję mistyczna do Włoch, i w ten sposób zaszczepił ją w Europie. Cieszyła się tam znacznym powodzeniem, czego świadectwem są hymny Amitaja ben Szefatja, żyjącego w X w. Same pisma mistyki Merkawy eksponują, jako twórców tego nurtu tanaitów z otoczenia Jochanana ben Zakkaja: Eliezera ben Hyrkanosa, Akiwę ben Josefa i Iszmaela. 
Treść doznań mistycznych opiera się na pierwszym rozdziale Księgi Ezechiela, to jest na widzeniu bożego Tronu, które prorok miał nad rzeką Kebar. Celem mistyka Merkawy jest również dostąpienie takiego widzenia. Aby to osiągnąć musi jednak najpierw przebyć drogę przez szereg, najczęściej siedem, pałaców, których strzegą aniołowie. Przejść pozwala znajomość przez mistyka tajemnych pieczęci-haseł. Często towarzyszy mistykowi jako przewodnik anioł Metatron, będący przeobrażonym patriarchą Henochem. W świecie niebios poza kontemplacją Tronu mistyk poznaje hierarchie anielskie oraz urządzenie sklepienia niebieskiego (mistyka Merkawy zawiera wiele treści astronomiczno-astrologicznych) oraz zasady działania przyrody. Pewne elementy wspólne z mistyką Merkawy można znaleźć również w Nowym Testamencie (2 Kor 12, 1-4).  Przełom er jest jednak dopiero okresem formowania się mistyki Merkawy, stąd można mówić raczej o czerpaniu ze wspólnych źródeł niż o bezpośredniej zależności.